# Gallargues-le-Montueux
Gallargues-le-Montueux ist eine französische Gemeinde mit 3615 Einwohnern (Stand 1. Januar 2022) im Département Gard in der Region Okzitanien.

## Geografie
Der Ort Gallargues liegt im Hügelland oberhalb einer fruchtbaren Ebene, die vom Vidourle bewässert wird. Die Gemeinde liegt zwischen den Städten Nîmes und Montpellier an der A9, für die in Gallargues eine Anschlussstelle existiert.
Die Nachbargemeinden von Gallargues-le-Montueux sind Aubais im Norden, Aigues-Vives im Osten, Aimargues im Süden und Lunel und Villetelle im Westen. Die Grenzen zu Lunel und Villetelle bilden dabei gleichzeitig die Grenze zum Département Hérault.

## Geschichte

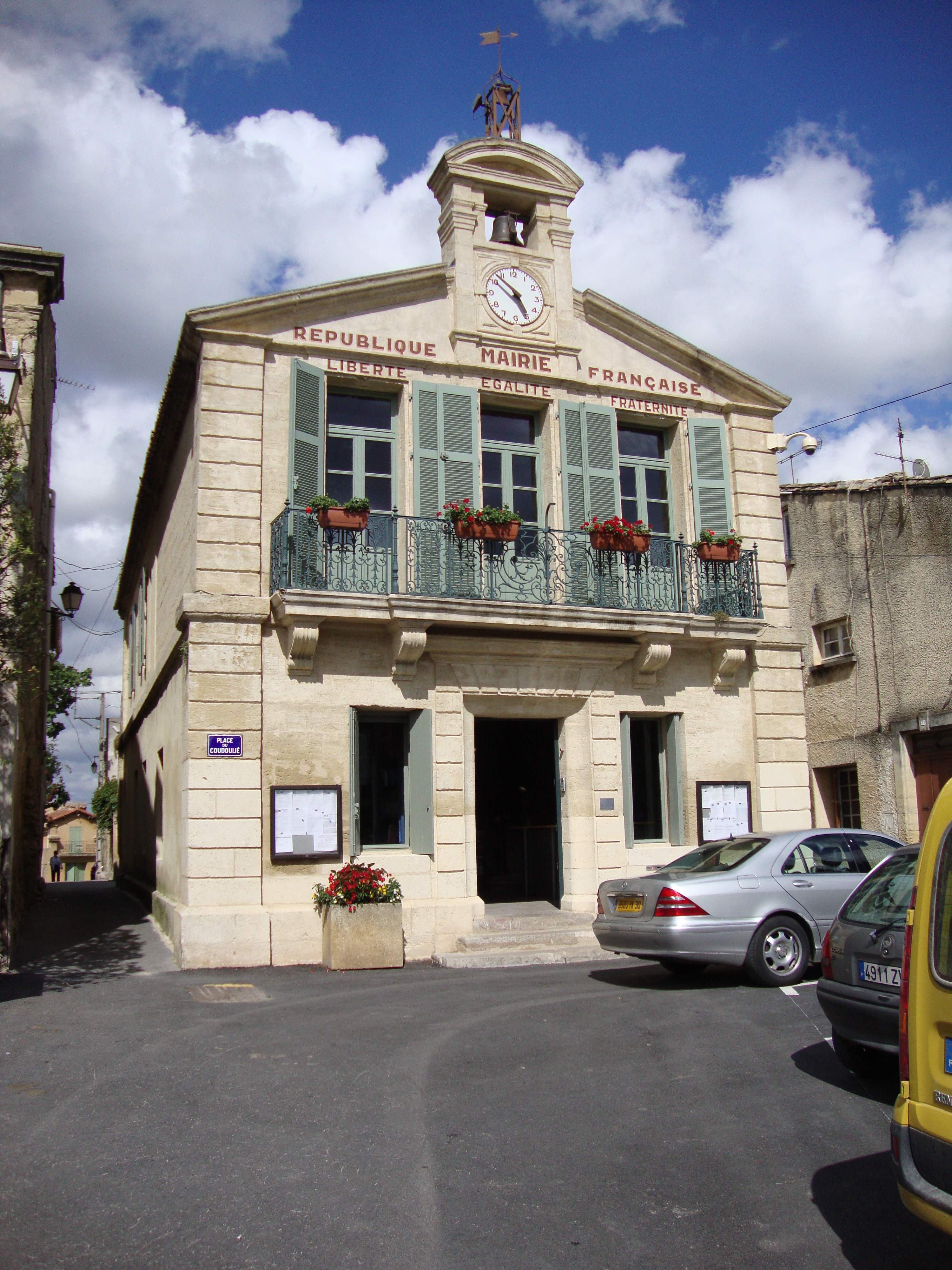
Rathaus

Das Gebiet war bereits im Altertum besiedelt –, es erlangte jedoch erst durch den Bau der römischen Via Domitia Bedeutung. Als ein heute noch sichtbarer Überrest dieser wichtigen Römerstraße befindet sich bei Gallargues der Pont Ambroix eine Brücke aus dem 1. Jahrhundert. Im Jahr 1027 gründete der Herrscher von Gallargues ein Kloster im Ort. Mit der Kirche Saint-Martin erhielt der Ort erst im 12. Jahrhundert seine erste Kirche, obwohl der dazugehörige Friedhof bereits seit dem 8. Jahrhundert existierte. Schon im Mittelalter zog Gallargues als Teil des Jakobswegs zahlreiche Pilger an, woran sich bis heute nichts geändert hat. Im 13. Jahrhundert fiel der Ort in die Herrschaft des französischen Königs. Unter Philipp IV. erlangten die Bürger jedoch gewisse Selbstverwaltungsrechte. Während der Hugenottenkriege schloss sich die Bevölkerungsmehrheit dem Protestantismus an. 1575 und 1628 wurde Gallargues zum Schauplatz von Schlachten.
Am 28. Juni 2019 wurde in Gallargues-le-Montueux mit 45,9 °C die höchste Temperatur Frankreichs seit Beginn der Wetteraufzeichnungen gemessen.

### Bevölkerungsentwicklung
| Jahr      | 1962 | 1968 | 1975 | 1982 | 1990 | 1999 | 2009 | 2017 |
| --------- | ---- | ---- | ---- | ---- | ---- | ---- | ---- | ---- |
| Einwohner | 1312 | 1354 | 1324 | 1633 | 1988 | 2303 | 3336 | 3708 |

## Persönlichkeiten
- Ulysse Pastre (* 1864 in Gallargues; † 1930), französischer Politiker
- Toni Grand (* 1935 in Gallargues; † 2005), französischer Bildhauer